# Вінзен (Луе)
Вінзен (нім. Winsen) — місто в Німеччині, розташоване в землі Нижня Саксонія. Адміністративний центр району Гарбург.
Площа — 109,55 км2. Населення становить 35 630 ос. (станом на 31 грудня 2021).